# Allium brandegeei
Allium brandegeei är en amaryllisväxtart som beskrevs av Sereno Watson. Allium brandegeei ingår i släktet lökar, och familjen amaryllisväxter. Inga underarter finns listade i Catalogue of Life.